# Krzewno (Braniewo)
Pour les articles homonymes, voir Krzewno.

Krzewno est un village polonais de la voïvodie de Varmie-Mazurie, dans le powiat de Braniewo.